# Bad Peterstal-Griesbach
Bad Peterstal-Griesbach là một xã ở huyện Ortenau ở bang Baden-Württemberg thuộc nước Đức. Đô thị này có diện tích 41,24 km², dân số thời điểm 31 tháng 12 năm 2006 là 2831 người.

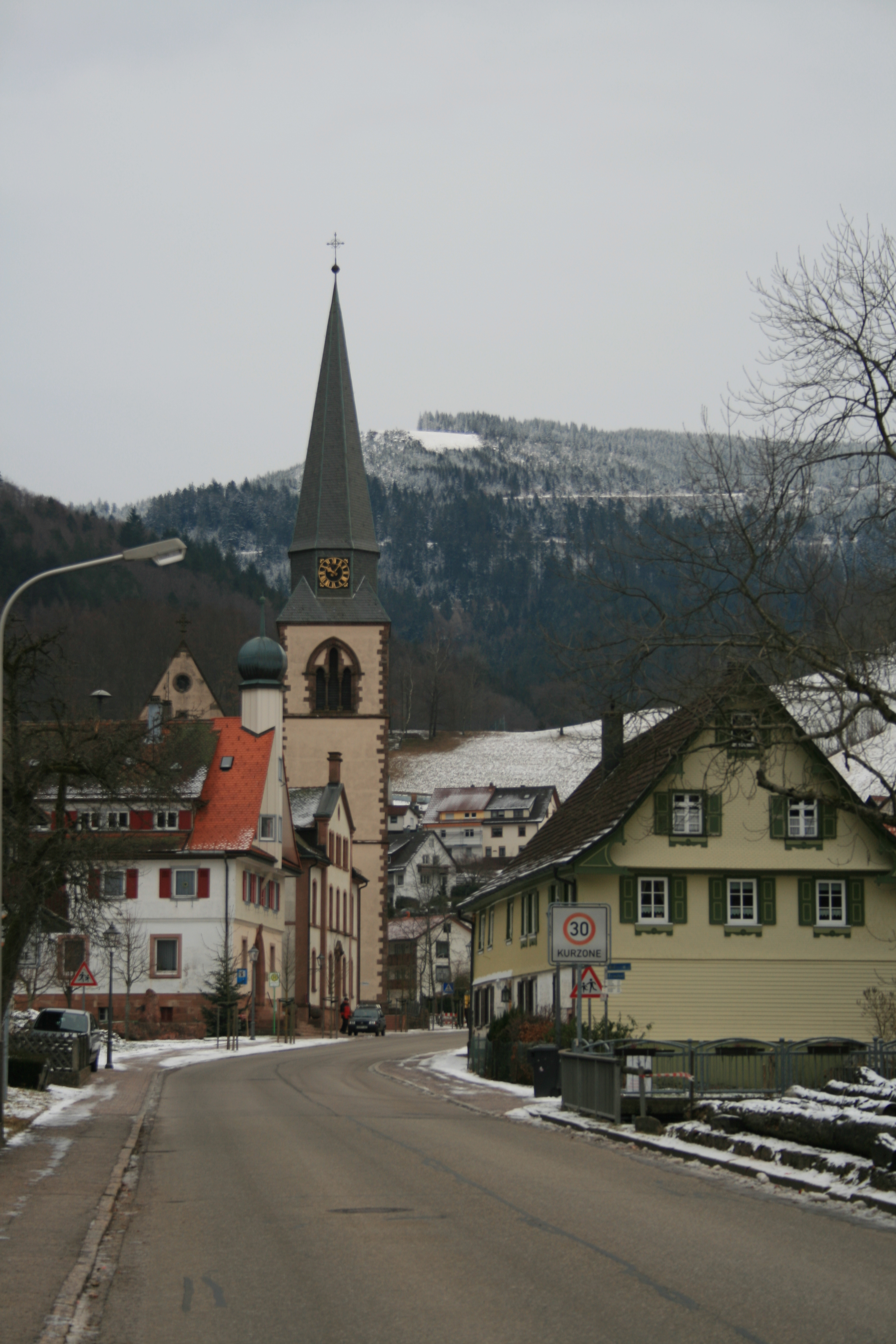
Bad Griesbach